# 口传妥拉
根据拉比犹太教，口传妥拉或口传律法（羅馬化：Tōrā šebbəʿal-pe）是未记录在摩西五书，即书面妥拉（羅馬化：Tōrā šebbəʿal-pe，直译：「书面律法」）上的法规和法律解释，其被正统派犹太人视为与摩西律法同时颁布的规定并具有约束力。这套完整的犹太人行为准则涵盖了广泛的仪式、崇拜习俗、神人关系和人际关系，从饮食律法到安息日和节日遵守，再到婚姻关系、农业实践以及民事索赔和损害赔偿等无有不记。
根据拉比犹太教的传统说法，《口传妥拉》以口述的方式代代相传，其内容直到公元70年第二圣殿被毁后才最终得用以书写方式记录，时值犹太文明正因为犹太人的流散而面临生存威胁。
《口传妥拉》的主要知识库是《密西拿》（于公元 200-220 年间由犹大·哈-纳西编纂）和《革马拉》（一系列关于《密西拿》的连续评论和辩论），二者共同构成了《塔木德》，即拉比犹太教的杰出文本。而事实上《塔木德》共有两个“版本”存在：一个是公元300–350年左右在加利利地区编纂出版的（即《耶路撒冷塔木德》），另一个则是约公元450-500年在犹太巴比伦编纂的、内容更为详尽的《巴比伦塔木德》。
对口传妥拉的至少部分片段是在出埃及记时代由神亲自在西乃山上口传于摩西这一点的确信是正统派犹太教信仰的基本宗旨，同时也被迈蒙尼德视为十三条信仰原则之一。
历史上也存在对口传妥拉的异议者，最著名的是撒都该人和卡拉派，他们声称自己的宗教实践仅源于成文妥拉。而数世纪以来一直与世界上的其他犹太人隔绝的贝塔以色列人直到近年来大规模移民之前，也一再缺乏宗教上的拉比文献。

## 书目
- "Maimonides introduction to the Mishnah Torah" (English translation)
- "Maimonides introduction to the Commentary on the Mishnah" (Hebrew Fulltext)
- The Essential Talmud, Adin Steinsaltz, Basic Books; 1984
- Introduction to The Talmud and Midrash, H.L. Strack and G. Stemberger, Fortress Press
- The Infinite Chain: Torah, Masorah, and Man, Nathan T. Lopes Cardozo, Targum Press Distributed by Philipp Feldheim; 1989